# Црква Рођења Светог Јована Крститеља у Негбини
Црква Рођења Светог Јована Крститеља у Негбини, насељеном месту на територији општине Нова Варош, подигнута је у периоду од 1936. до 1940. године и припада Епархији жичкој Српске православне цркве.
Данашња црква подигнута је на темељима старог храма, саграђеног 1879. године, која је срушена због недостатака и пропуста у градњи, по подацима из летописа цркве.
Црква је грађена од камена, на крстастој основи са тространом апсидом и параклисима. На врху је шестоугаона купола, смештена на коцкастом постољу помоћу пандантифа. На западној страни цркве је трем ослоњен на два стуба и полукружно засведен, а величина одговара ширини портала. Иконостас је од дрвета и украшен је свим иконама предвиђеним за иконостас. У храму се чува једна синђелија из 1740. године.
Оправка цркве, изградња сале-трпезе, звоника и довршење парохијског дома урађено је 1993. године, а 2013. године Општина Нова Варош је доделила буџетска средства за обнову фасаде.